# 17e cérémonie des American Film Institute Awards
La 17e cérémonie des American Film Institute Awards (AFI Awards), décernés par l'American Film Institute, récompense les dix meilleurs films sortis et les dix meilleures séries télévisées diffusées en 2016.

## Palmarès

### Les 10 films récompensés
- Premier contact
- Fences
- Tu ne tueras point
- La La Land
- Manchester by the Sea
- Moonlight
- Silence
- Zootopie
- Sully
- Comancheria

### Les 10 séries récompensés
- The Americans
- Atlanta
- Better Call Saul
- The Crown
- Game of Thrones
- The Night Of
- The People v. O.J. Simpson: American Crime Story
- Stranger Things
- This Is Us
- Veep